# Wydawnictwo BoSz
Wydawnictwo BoSz – polskie wydawnictwo.

## Historia
Wydawnictwo zostało założone w Lesku w 1994 przez Barbarę Kaniewską-Szymanik i Bogdana Szymanika. Tematycznie publikacje przedstawiają fotografię, malarstwo, rysunek, rzeźbę, plakaty, beletrystykę, poradniki oraz wielojęzyczne albumy. Te ostatnie tworzą wybitni twórcy kultury, a ukazują zbiory polskich muzeów i galerii sztuki
W 2010 działalność rozpoczęła własna drukarnia cyfrowa BoSz art (pracowania jako jedyna w Europie Wschodniej posiada prawa do druku prac Tamary Łempickiej, Zofii Stryjeńskiej i Zdzisława Beksińskiego na płótnie).
W wydawnictwie pracował Michał Piekarski.
Wydawnictwo posiada księgarnie w Lesku, Przemyślu i w Ustrzykach Dolnych (dawniej także w Sanoku w piwnicy budynku przy ul. Teofila Lenartowicza 2).
W 2010 BoSz wraz z innymi wydawnictwami powołała do życia Targi Książki Sp. z o.o., która została organizatorem Warszawskich Targów Książki.
BoSz został współzałożycielem zarejestrowanej w 2018 Fundacji Powszechnego Czytania.

## Autorzy
Wśród twórców, których dzieła publikowano nakładem wydawnictwa, byli m.in.: Jerzy Janicki, ks. Jan Twardowski, Olgierd Budrewicz, Wiesław Ochman, Janusz Głowacki, Szymon Kobyliński, Jerzy Pilch, Krzysztof Penderecki, Jerzy Bralczyk, Eustachy Rylski, Józef Budziak, Roman Reinfuss, Janusz Szuber, Stefania Krzysztofowicz-Kozakowska, Krzysztof Orzechowski, Dorota Folga-Januszewska, Teresa Jabłońska, Maciej Pinkwart, Wacław Wantuch, Chris Niedenthal, Tadeusz Rolke, Andrzej Lichota, Teresa Chynczewska-Hennel, Zygmunt Krzyżanowski, Mieczysław Tomaszewski, Zofia Raczkowska, Janusz Bogdan Roszkowski, Tadeusz Olszewski, Tomasz Jurasz, Rafał Olbiński, Anna Nasiłowska, Maciej Buszewicz, Katarzyna Szymańska-Borginon, Jacek Cygan, Jan Mikruta, Przemysław Marzec, Wojciech Zabłocki, Andrzej Manecki, Stanisław Janicki, Mariusz Brymora, Dagmara Bożek, Zofia Lewicka-Depta, Krzysztof Baranowski, Andrzej Zaucha, Wiesław Banach, Andrzej Januszajtis, Zbigniew Lengren, Adam Daniel Rotfeld, Anna Żakiewicz, John Julius Norwich, Borys Woznycki, Maria Magdalena Kurpik, Stanisław Grochowiak, Stanisław Składanowski, Elżbieta Morawiec, Robert Dejtrowski, Janusz Kaniewski, Tadeusz Budziński, Jan Bortkiewicz, Krzysztof Potaczała.
Nakładem wydawnictwa w latach 2012, 2016, 2018 ukazywał się cykl pt. Bestiariusz słowiański (autorzy: Witold Vargas, Paweł Zych).

## Wyróżnienia
- Nagroda w międzynarodowym konkursie „Gourmand Cookbook Awards”[2]
- Srebrny medal w edycji konkursu „Gregor Calendar” (Japonia)[2]
- Godło „Teraz Polska” (dwukrotnie)[2]
- „Najpiękniejsze Książki Roku” – tytuł honorowy „Grand Prix” za książkę Wilk (2004)
- „Nagroda Klio” II stopnia – Olgierd Budrewicz w kategorii Varsaviana za książkę Warszawa przedwczorajsza (2005)
- Nagroda „Przeglądu Wschodniego” w kategorii „popularyzacja problematyki wschodniej”: Oleksandr Zinczenko za książkę Katyń. Śladami polskich oficerów (2015)
- „Nagroda im. prof. Jerzego Skowronka” – wyróżnienie specjalne za albumy z serii "Foto Retro Warszawa lata 40., 50., 60., 70., 80." pod red. Jana Łozińskiego (2016)